# 나디아 포드
나디아 포드(Nadia Forde, 1989년 5월 3일 ~ )는 아일랜드의 모델, 가수, 배우이다.